# Trichosalpinx strumifera
Trichosalpinx strumifera är en orkidéart som beskrevs av Carlyle August Luer. Trichosalpinx strumifera ingår i släktet Trichosalpinx och familjen orkidéer. Inga underarter finns listade i Catalogue of Life.